# Hugo von Lincoln

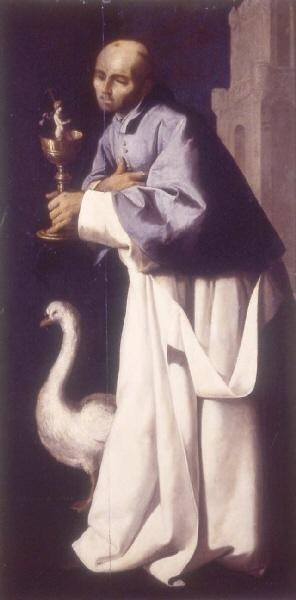
Der hl. Hugo mit Bischofsornat und im Habit der Kartäuser von Francisco de Zurbarán, ca. 1637–1639

Hugo von Lincoln (englisch Hugh of Lincoln; auch St Hugh of Lincoln oder Hugh of Avalon) (* unsicher: 1140 in Saint-Maximin (Isère); † 16. November 1200 in London) war ein Ordenspriester. In Burgund geboren, trat er in den Kartäuserorden ein und wurde 1186 Bischof der englischen Diözese Lincoln. Er wird in der römisch-katholischen und in der anglikanischen Kirche als Heiliger verehrt.

## Herkunft, Jugend und Eintritt in den Kartäuserorden

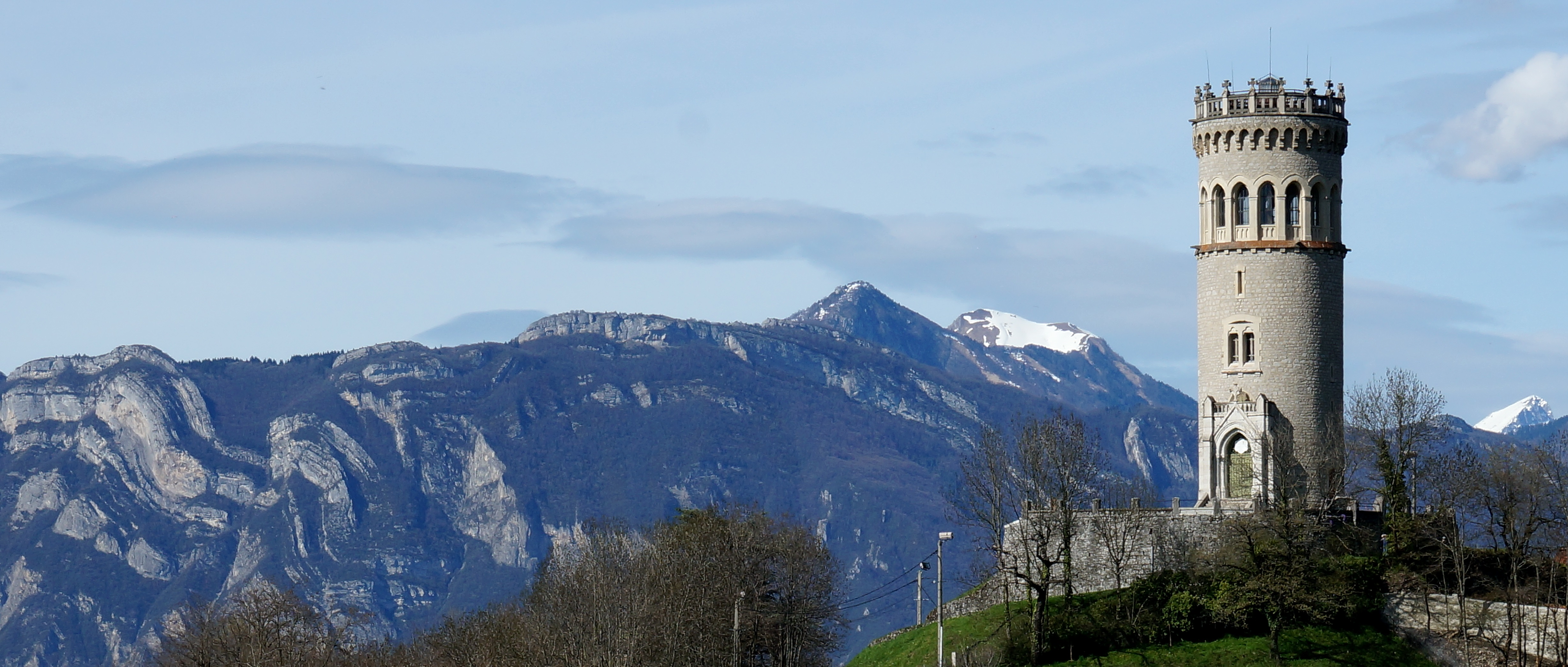
Der 1895 auf den Ruinen der Burg Avalon errichtete Tour d'Avalon

Hugo war der jüngste Sohn des burgundischen Adligen Guillaume d'Avalon und seiner Frau Anne, die aus der Familie der Herren von Theys stammte. Vermutlich wurde er in Avalon, einem Dorf bei Saint-Maximin im damaligen Königreich Arelat geboren. Als seine Mutter um 1148 starb, trat sein Vater in das nahegelegene Augustiner-Chorherrenstift von Villardbenoît am Fluss Isère ein. Dabei nahm er seinen jüngsten Sohn mit in das Stift, der dort aufwuchs und im Alter von 15 Jahren die Ordensgelübde ablegte. Als Hugo Anfang zwanzig war, übernahm er das Amt eines Diakons in der Gemeinde Saint-Maximin. Wenig später besuchte er die Grande Chartreuse. Dieser Besuch im Mutterkloster der Kartäuser bewog ihn dazu, im Alter von 23 Jahren in den Orden einzutreten. Zehn Jahre später übernahm er das Amt des Schatzmeisters des Klosters.

## Prior von Witham
Nachdem Hugo sechs Jahre lang Schatzmeister der Grande Chartreuse gewesen war, wurde er 1179 Prior der Kartause Witham im englischen Somerset. Diese war vom englischen König Heinrich II. wohl als Sühne für die Ermordung von Erzbischof Thomas Becket gegründet worden, doch aufgrund mangelnder Führung gedieh das Kloster nicht. Hugo wurde dem englischen König von Graf Humbert von Maurienne empfohlen, den er bereits durch frühere Verhandlungen über eine Heirat seines Sohns Johann Ohneland mit einer Tochter Humberts kannte. Zudem hatte 1179 der französische König Ludwig VII. zusammen mit Heinrich II. den Schrein von Becket in der Kathedrale von Canterbury besucht. 
Ein Grundproblem der Witham Friary war, dass es Konflikte mit den dortigen Kleinbauern gab, die ihre Höfe nicht zugunsten des Klosters verlassen wollten. Hugo konnte dem König klarmachen, dass er weiteres Geld benötigte, um die Bauern großzügig zu entschädigen. Nachdem er so erfolgreich die Bauern dazu gebracht hatte, ihre Höfe zu verlassen, soll Hugo dem König mit einem Lächeln berichtet haben, dass er als armer Ausländer den König in seinem eigenen Land mit vielen Häusern bereichert hätte. Der König nahm dies nicht übel, sondern entwickelte im Gegenteil ein enges und gutes Verhältnis zu Hugo. Hugo rügte den König regelmäßig für seine Sünden, besonders, wenn er während langer Sedisvakanzen die Einkünfte von Bistümern und Abteien einbehielt. Dazu rügte er ihn, weil er freie Wahlen von Bischöfen und Äbten verhinderte und stattdessen verdiente Beamte in diese Ämter wählen ließ.

## Bischof von Lincoln

### Wahl zum Bischof
Schließlich bestimmte Heinrich II. 1186 Hugo zum Kandidaten für die Diözese Lincoln. Hugo bestand auf einer ordnungsgemäßen Wahl durch das Kathedralkapitel, worauf ihn die Kanoniker einstimmig wählten. Dazu verlangte Hugo, dass auch der Prior der Grande Chartreuse der Wahl zustimmte; daraufhin wurde eine Delegation nach Frankreich gesandt, um seine Zustimmung einzuholen. Schließlich wurde Hugo am 21. September 1186 in der St Katherine’s Chapel in Westminster zum Bischof geweiht.

### Politische Tätigkeit

#### Verhältnis zu Heinrich II.
Als Bischof von Lincoln, der größten und eine der reichsten englischen Diözesen, musste sich Hugo stärker mit weltlichen Angelegen befassen. Da er sehr darauf bedacht war, die Rechte der Kirche zu wahren, scheute er mehrfach auch den Streit mit den mächtigen angevinischen Königen nicht. Bereits kurz nach seinem Amtsantritt exkommunizierte Hugo den obersten königlichen Forstaufseher Geoffrey. Dieser hatte Pächter in Lincolnshire unterdrückt, doch dennoch zog sich Hugo damit den Zorn von Heinrich II. zu. Bevor dieser Streit jedoch eskalierte und das nach der Ermordung von Thomas Becket wieder mühsam verbesserte Verhältnis zwischen König und Kirche schwer belastete, suchte Hugo eine sachliche Auseinandersetzung mit dem König. Dabei entspannte er die Situation mit kleinen Scherzen und konnte so rasch die Gunst des Königs zurückgewinnen.
Im Februar 1188 nahm Hugo an der königlichen Ratsversammlung von Geddington teil, während der der König seine Kreuzzugspläne vorstellte. Im Sommer 1188 reiste er als Gesandter des Königs zum französischen König Philipp II.

#### Verhältnis zu Richard I.
Nach dem Tod von Heinrich II. im Juli 1189 nahm Hugo am 3. September an der Krönung von dessen Sohn Richard I. teil. Wenig später nahm er an der Ratsversammlung von Pipewell teil, während der der neue König die Regierung Englands regelte, während er seinen Kreuzzug nach Palästina führte. Während der Abwesenheit des Königs setzte sich Hugo 1191 für Erzbischof Geoffrey von York ein, nachdem dieser vom königlichen Justiciar William de Longchamp gefangen genommen worden war. Als Erzbischof Geoffrey jedoch Ende 1191 seinerseits Bischof Hugh de Puiset von Durham exkommunizierte, wurde Hugo von Papst Coelestin III. beauftragt, die Kirchenstrafe zu annullieren. Noch mehrfach wurde er vom Papst beauftragt, Entscheidungen in kirchlichen Streitfällen zu fällen, obwohl er diese Aufgaben ungern wahrnahm. Zusammen mit anderen Bischöfen exkommunizierte er 1194 Johann Ohneland, den Bruder des Königs, als dieser offen gegen seinen Bruder rebellierte. 
Im Gegensatz zu seinem guten Verhältnis zu Heinrich II. hatte er allerdings zu Richard I. häufig ein schwieriges Verhältnis, da dieser für seine Kriege hohe finanzielle Forderungen auch gegenüber der Geistlichkeit stellte. Kurz nach der Rückkehr von Richard I. aus seiner Gefangenschaft, in die er auf der Rückreise vom Kreuzzug geraten war, stimmte Hugo 1194 der Forderung des Königs zu, dass die Diözese Lincoln einmalig 2000 £ anstelle regelmäßiger Abgaben an den König zahlen sollte. Dagegen konnte Hugo gegen den König erfolgreich seinen Anspruch auf Einsetzung des Abtes und das Patronatsrecht von Eynsham Abbey in Oxfordshire durchsetzen. 1197 kam es während einer Ratsversammlung der Bischöfe in Oxford, zu der der königliche Justiciar und Erzbischof Hubert Walter geladen hatte, zum offenen Konflikt. Hubert Walter verlangte im Namen des Königs, dass die Bischöfe 300 weitere Ritter für den Krieg in der Normandie gegen Frankreich stellen sollten. Diese Forderung lehnte Hugo ab, da die Bischöfe dazu nicht verpflichtet waren und die Forderung klar zum Nachteil der Kirche war. Dies führte dazu, dass zunächst alle Bischöfe die Forderung ablehnten, und nur mit Mühe konnte Erzbischof Walter die meisten Bischöfe überzeugen, der Forderung des Königs nachzugeben. Nur Hugo sowie Bischof Herbert Poor von Salisbury widersetzten sich weiterhin. Hugo reiste schließlich in die Normandie, wo er sich mit dem König aussöhnte, wobei er offenbar im Gegensatz zu Herbert Poor keine hohe Strafe zahlen musste. Als sich Hugo jedoch 1199 weigerte, zwölf seiner Kanoniker auf eigene Kosten im Auftrag des Königs in Ausland zu senden, ließ der erzürnte König die Temporalien der Diözese beschlagnahmen. 
Die Kühnheit, mit der Hugo den mächtigen angevinischen Königen trotzte, wurde wohl nur deshalb hingenommen, weil er immer noch als Ausländer in England galt. Dazu stand er bereits zu Lebzeiten im Ruf der Heiligkeit.

### Geistliches Wirken
Bereits als Prior, aber auch als Bischof lebte Hugo nach der Regel Papst Gregors des Großen, den er bewunderte. Dies führte dazu, dass er nicht zögerte, seine Mitmenschen für Verfehlungen offen zu tadeln. Einmal jährlich zog er sich für einige Zeit nach Witham zurück, wo er die Zeit im Gebet und mit Lesen und Meditieren verbrachte. Mehrmals stand Hugo vor schweren Gewissenskonflikten, zum Beispiel als junger Mann bei der Frage, ob er als Augustiner seinen Oberen gehorsam sein sollte oder doch seinem Wunsch folgen sollte, dem Kartäuserorden beizutreten. Auch der Erhebung zum Prior sei er nur zögernd gefolgt, da er fürchtete, weltlichen Versuchungen zu erliegen, gegen die er lange angekämpft hatte. Die Annahme der Wahl zum Bischof bereitete ihm Probleme, da er als Bischof nicht mehr nach dem Ideal der Kartäuser ein isoliertes Leben im Gebet folgen konnte. Deshalb wandte er sich an den Prior der Grande Chartreuse, worauf der Prior ihm auftrug, die Wahl anzunehmen. 
Als Bischof kümmerte sich Hugo gewissenhaft um die Verwaltung seiner Diözese, wie es während seiner Zeit auch die meisten anderen englischen Bischöfe machten. Da er aber aus Burgund stammte, beherrschte er nie flüssig die englische Sprache, wobei Anglonormannisch damals die gebräuchliche Sprache der englischen Oberschicht war. Um seine komplexen und dabei zunehmenden Aufgaben als Bischof bewältigen zu können, stellte Hugo mehrere Beamte ein. Als Ausländer vertraute er dabei dem Rat von Erzbischof Balduin von Canterbury, der ihm Robert of Bedford und Roger of Rolleston. aber sicher noch weitere Geistliche empfahl. Dabei weigerte sich Hugo, dem Brauch zu folgen, nach dem seine Beamten Stellen als Kanoniker an der Kathedrale von Lincoln erhielten, die sie nur als Sinekuren hielten. Stattdessen verlangte er, dass die Kanoniker in Lincoln lebten und regelmäßig als Seelsorger dienten. William de Montibus († 1213), ein ehemaliger Dozent an der Universität von Paris, musste deshalb nach Lincoln ziehen, bevor ihn Hugo zum Kanoniker ernannte. Als Vertreter der aktuellen theologischen Lehren aus Paris hatte er großen Einfluss auf den Bischof und wurde später Rektor der Kathedrale von Lincoln. Hugo förderte das Kathedralkapitel weiter durch Übertragung der Rechte und Einkünfte der Kirchen von Glentham, Scredington und Wellingore.

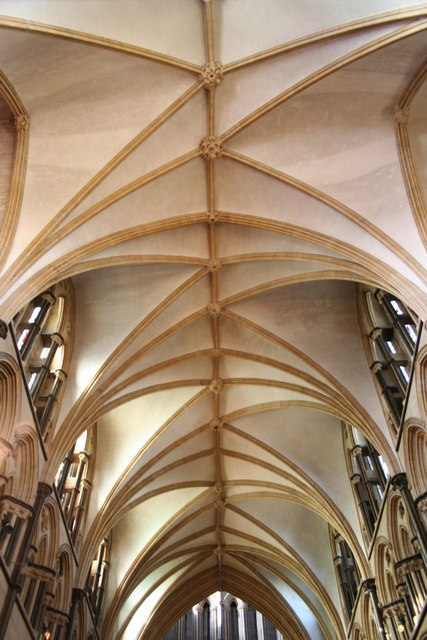
Gewölbe des St Hugh's Choir in der Kathedrale von Lincoln

Obwohl aus Hugos Amtszeit die stattliche Zahl von 224 Urkunden erhalten sind, geben diese nur einen kleinen Einblick in seine Tätigkeit als Bischof. Zahlreiche Urkunden befassen sich mit der Versorgung der Priester in den Pfarreien, andere belegen, wie er Gelder beschaffte, um den Weiterbau der Kathedrale von Lincoln zu ermöglichen. Für diesen Weiterbau beschäftigte er Geoffrey de Noyers, der sich als hervorragender Baumeister erwies und den Chor von St Hugh’s errichtete, der als ein Meisterwerk des Early English Styles gilt. Die von Hugo für seine Diözese erstellten Vorschriften sind in der Chronik Gesta Henrici secundi wiedergegeben und sind deshalb als einzige aus dem England des 12. Jahrhunderts erhalten. Sie umfassen hauptsächlich Vorschriften für den Klerus. Einmal suspendierte Hugo einen Priester und zog dessen Benefiziat ein, als dieser verbotenerweise eine Verheiratung von Minderjährigen vornahm. Wie seine Vorgänger legte er hohen Wert auf Beichte und Buße, wobei er beispielsweise den Prior von Huntingdon beauftragte, in seiner Region auf die regelmäßige Durchführung von Beichten zu achten. Generell wünschte er, dass die Laien aktiv am kirchlichen Leben teilnahmen. Mehrfach lud er fromme Mütter und Witwen zu seinen Mahlzeiten ein. Auch gegenüber seinen Geistlichen war er gastfreundlich und generell umgänglich, wie Gerald von Wales, der in den 1190er Jahren als Kanoniker in Lincoln lebte, berichtet.
Mindestens einmal begleitete Hugo als Bischof Erzbischof Hubert Walter von Canterbury, als dieser eine Visitation seiner Kirchenprovinz durchführte. Zusammen mit dem Erzbischof und mit Abt Samson von Bury St Edmunds löste er 1198 das von Bischof Hugh de Nonant gegründete Kollegiatstift an der Kathedrale von Coventry auf und ersetzte es durch ein von Ordensmännern gebildetes Kathedralpriorat.

## Tod
Hugo nahm am 11. April 1199 an der Beisetzung von Richard I. in Fontevrault teil, ebenso an der Krönung von Johann Ohneland am 27. Mai. Im nächsten Jahr reiste er nach Grenoble und besuchte die Grande Chartreuse, wo eine große Menschenmenge zusammenkam, um ihn zu sehen. Auf der Rückreise nach England erkrankte er jedoch. In London führte er noch ein Gespräch mit Johann Ohneland, in dem offenbar seine Geringschätzung gegenüber dem König deutlich wurde. Wenige Tage später starb er im Old Temple in Holborn, wo die Bischöfe von Lincoln ein Haus besaßen. Sein Leichnam wurde innerhalb von vier Tagen nach Lincoln überführt und schließlich am 23. November in der Kathedrale beigesetzt. 

## Heiligsprechung und Verehrung
Der Benediktinermönch Adam of Eynsham, der Hugo als Kaplan gedient hatte, verfasste mit Hilfe der Kartäusermönche von Witham die erste Biografie von Hugo. Seine Magna Vita wurde kurz nach 1212 fertiggestellt. Auch Gerald von Wales, der in den 1190er Jahren als Kanoniker in Lincoln lebte, verfasste vor 1220 eine umfangreichere Biografie Hugos, in der er auch von Wundern an dessen Grab berichtet. Bereits vorher hatte er Hugos Leben kurz in seinem Werk Life of St Remigius beschrieben. Nach der Heiligsprechung Hugos 1220 entstand eine Lebensbeschreibung in Versform, die vielleicht von Henry d'Avranches stammt. Schon bald nach Hugos Tod entstanden dazu zahlreiche Legenden aus seinem Leben, darunter die von dem wilden Schwan, der auf dem bischöflichen Gut von Stow in Lincolnshire lebte. Dieser sei in Hugos Gegenwart zahm geworden. Dazu wurde schon bald von Wundern an seinem Grab berichtet, worauf der Kanonisationsprozess eingeleitet wurde. Bereits am 18. Februar 1220 wurde Hugo von Papst Honorius III. heiliggesprochen, damit ist Hugo der erste Heilige des Kartäuserordens. Sein Gedenktag ist der 17. November. In bildlichen Darstellungen wird er häufig mit dem Schwan als Attribut abgebildet.
1280 wurden für seine Reliquien zwei neue Schreine aufgestellt; ein prächtiges Reliquiar seinen Haupt enthielt. Sein Körper wurde in einem neuen Schrein hinter dem Hochaltar der Kathedrale überführt. Als diese Schreine nach der Reformation 1540 zerstört wurden, wurden seine Reliquien in einem neuen Grab am Ostende der Kathedrale beigesetzt. Dem Patrozinium von Hugo sind zahlreiche Kirchen vor allem in England geweihet. Dazu wurden seinem Patrozinium St. Hugh’s Charterhouse im englischen Horsham sowie die 1886 von Dorothy Wordsworth, der Tochter des Bischofs Christopher Wordsworth von Lincoln, gegründete St Hugh's Hall, das heutige St Hugh’s College in Oxford, unterstellt.